# Hellmuth Reinhard
Hellmuth Reinhardt (Unterwerschen, 24 juli 1911 – Heidelberg, 28 oktober 2002) was een Duitse jurist die een belangrijke rol speelde bij de Jodenvervolging tijdens de Tweede Wereldoorlog. Hij stond aan het hoofd van de Gestapo in Noorwegen en gaf gedurende korte tijd leiding aan de Zentralstelle für jüdische Auswanderung in Amsterdam.

## Levensloop
Reinhard werd geboren als Hermann Gustav Hellmuth Patzschke in de Pruisische provincie Saksen. Zijn familie verhuisde in 1913 naar Leipzig. Hij bezocht aldaar het König-Albert-Gymnasium. Na de middelbare school studeerde hij rechts- en staatswetenschappen aan universiteiten in Wenen, Berlijn en Leipzig.
Op jonge leeftijd voelde Reinhard zich al aangesproken door het nationaalsocialisme. In 1929 was hij al aangesloten bij de Hitlerjeugd. In de eerste helft van 1933 sloot hij zich aan bij zowel de SS als de NSDAP. In 1934 vond hij werk bij de Sicherheitsdienst. Zijn achternaam veranderde hij in april 1939 naar Reinhard vanwege de Germaanse klank.
Na de uitbraak van de Tweede Wereldoorlog werd Reinhard in Praag gestationeerd bij de RSHA. Vanaf augustus 1941 stond hij korte tijd aan het hoofd van de Zentralstelle für jüdische Auswanderung in Amsterdam. Hij trad echter agressief op tegen de voorzitters van de Joodsche Raad en maakte tegelijkertijd ruzie met Hans Böhmcker, die onder Arthur Seyss-Inquart was aangesteld als de Duitse vertegenwoordiger in Amsterdam. Reinhard moest daarom snel het veld ruimen en werd vervangen door  Ferdinand aus der Fünten, die hij nog had ingewerkt, en Willy Lages.
Na zijn vertrek uit Nederland maakte Reinhard een paar maanden deel uit van Einsatzgruppe C. In januari 1942 werd hij benoemd tot hoofd van de Gestapo in Noorwegen. Hij was in die functie medeverantwoordelijk voor de deportatie van ten minste 532 Noorse Joden naar concentratiekamp Auschwitz.
Reinhard werd in februari 1945 overgeplaatst naar Reichenberg in Sudetenland waar hij het waarnemend hoofd was van de plaatselijke Gestapo. Tegen het einde van de oorlog dook hij onder in Sleeswijk-Holstein en nam zijn geboortenaam weer aan. Nadat hij was dood verklaard in 1951 hertrouwde hij met zijn "weduwe". Het echtpaar woonde in Baden-Württemberg. Reinhard stond aan het hoofd van een gespecialiseerde juridische uitgeverij.
Vanuit Noorse zijde werd herhaaldelijk aangedrongen op Reinhards opsporing, maar zijn doodverklaring bemoeilijkte dat. Uiteindelijk werd een gevonden aantekening van zijn naamsverandering naar Reinhard hem noodlottig. In december 1964 werd hij door de Duitse autoriteiten gearresteerd. 
De rechtbank in Hamburg veroordeelde Reinhard in 1967 tot een gevangenisstraf van vijf jaar wegens zijn betrokkenheid bij de deportatie van de Noorse Joden. In 1970 werd hij echter volledig vrijgesproken omdat volgens de rechtbank van Karlsruhe Reinhard in 1942 nog niet kon weten wat hun lot zou zijn. In 1967 werd Reinhard veroordeeld omdat hij hulp zou hebben verleend bij een executie van vier Noorse verzetsstrijders en de moord op een hoteleigenaar. In hoger beroep werd hij ook in dit geval vrijgesproken. In totaal zat Reinhard vier jaar vast.